# 🇸🇦
🇸🇦 is een Unicode vlagsequentie emoji die gebruikt wordt als regionale indicator voor Saoedi-Arabië. De meest gebruikelijke weergave is die van de vlag van Saoedi-Arabië, maar op sommige platforms (waaronder Microsoft Windows) ziet men de letters SA.
De vlagsequentie is opgebouwd uit de combinatie van de Regional Indicator Symbols 🇸 (U+1F1F8) en 🇦 (U+1F1E6), tezamen de ISO 3166-1 alpha-2 code SA voor Saoedi-Arabië vormend.
Deze emoji is in 2010 geïntroduceerd met de Unicode 6.0-standaard.

## Gebruik

De landsvlag van Saoedi-Arabië

Deze emoji wordt gebruikt als regionale aanduiding van Saoedi-Arabië.

## Codering

De Emoji One-implementatie

### Unicode
In Unicode vindt men de 🇸🇦 met de codesequentie U+1F1F8 U+1F1E6 (hex).

### Shortcode
Er zijn shortcodes  voor 🇸🇦; in Github kan deze opgeroepen worden met :saudi arabia:,  in Slack kan het karakter worden opgeroepen met de code :flag-sa:.